# Cynthia Dwork
Cynthia Dwork (1958) es una científica informática estadounidense de la Universidad de Harvard, donde es profesora de ciencias de la computación Gordon McKay, profesora en el Instituto de Estudios Avanzados Radcliffe y profesora afiliada de la Escuela de Derecho Harvard. Es una científica de Microsoft Research.

## Primeros años y educación
Dwork recibió su bachillerato en ingeniería de la Universidad de Princeton en 1979, graduándose cum laude y recibiendo el premio Charles Ira Young a la «excelencia en investigación independiente». Dwork recibió su doctorado de la Universidad Cornell en 1983 por una investigación supervisada por John Hopcroft.

## Trayectoria e investigación
Dwork es conocida por su investigación que coloca el análisis de datos para la preservación de la privacidad sobre una base matemáticamente rigurosa, que incluye la invención conjunta de la privacidad diferencial, una garantía de privacidad sólida que frecuentemente permite el análisis de datos de alta precisión (con McSherry, Nissim y Smith, 2006) La definición de privacidad diferencial proporciona pautas para preservar la privacidad de las personas que pueden haber aportado datos a un conjunto de datos, añadiendo pequeñas cantidades de ruido a los datos de entrada o a los resultados de los cálculos realizados en los datos. Utiliza un enfoque basado en sistemas para estudiar la imparcialidad de algoritmos, incluidos los utilizados para publicar anuncios. Dwork también ha realizado contribuciones en criptografía y computación distribuida, y ha recibido el premio Edsger W. Dijkstra por sus primeros trabajos sobre los fundamentos de los sistemas tolerantes de fallos.
Sus contribuciones en criptografía incluyen criptografía no-maleable con Danny Dolev y Moni Naor en 1991, el primer criptosistema basado en retículos con Miklós Ajtai en 1997. Con Naor también presentó por primera vez la idea y técnica para combatir el correo electrónico no deseado mediante la exigencia de una prueba de esfuerzo computacional, también conocida como prueba de trabajo, una tecnología clave que subyace al hashcash y bitcoin.

## Premios y reconocimiento
Fue elegida miembro de la Academia Estadounidense de las Artes y las Ciencias (AAAS por sus siglas en inglés) en 2008, miembro de la Academia Nacional de Ingeniería, miembro de la Academia Nacional de Ciencias en 2014, miembro de la Association for Computing Machinery (ACM) en 2015, y miembro de la American Philosophical Society en 2016. Recibió el premio Dijkstra en 2007 por su trabajo sobre problemas de consenso junto con Nancy Lynch y Larry Stockmeyer. En 2009 ganó el premio PET a la «investigación sobresaliente en tecnologías de mejora de la privacidad». En 2017 fue galardonada con el premio Gödel compartido con Frank McSherry, Kobbi Nissim y Adam Smith por su trabajo fundamental que introdujo la privacidad diferencial.